# ميليكا مانديتش
ميليكا مانديتش (مواليد 6 ديسمبر 1991) هي لاعبة تايكوندو صربية، حصلت على الميدالية الذهبية في وزن 67 كجم في أولمبياد 2012 و2020.

## وصلات خارجية
- ميليكا مانديتش على موقع TaekwondoData.com (الإنجليزية)
- ميليكا مانديتش على موقع اللجنة الأولمبية الدولية (الإنجليزية)
- ميليكا مانديتش على موقع أوليمبيديا (الإنجليزية)
- ميليكا مانديتش على موقع اللجنة الأولمبية الصربية (الصربية)